# Thomas Weissfeldt
Thomas Weissfeldt (c.1671–1721) byl norský sochař, spjatý svou tvorbou zejména s územím Slezska.
Je pokládán za nejvýznamnějšího sochaře slezského (barokního) expresionismu. Působil zejména ve Vratislavi a cisterciáckém opatství v Henrykově.